# Lunalilo

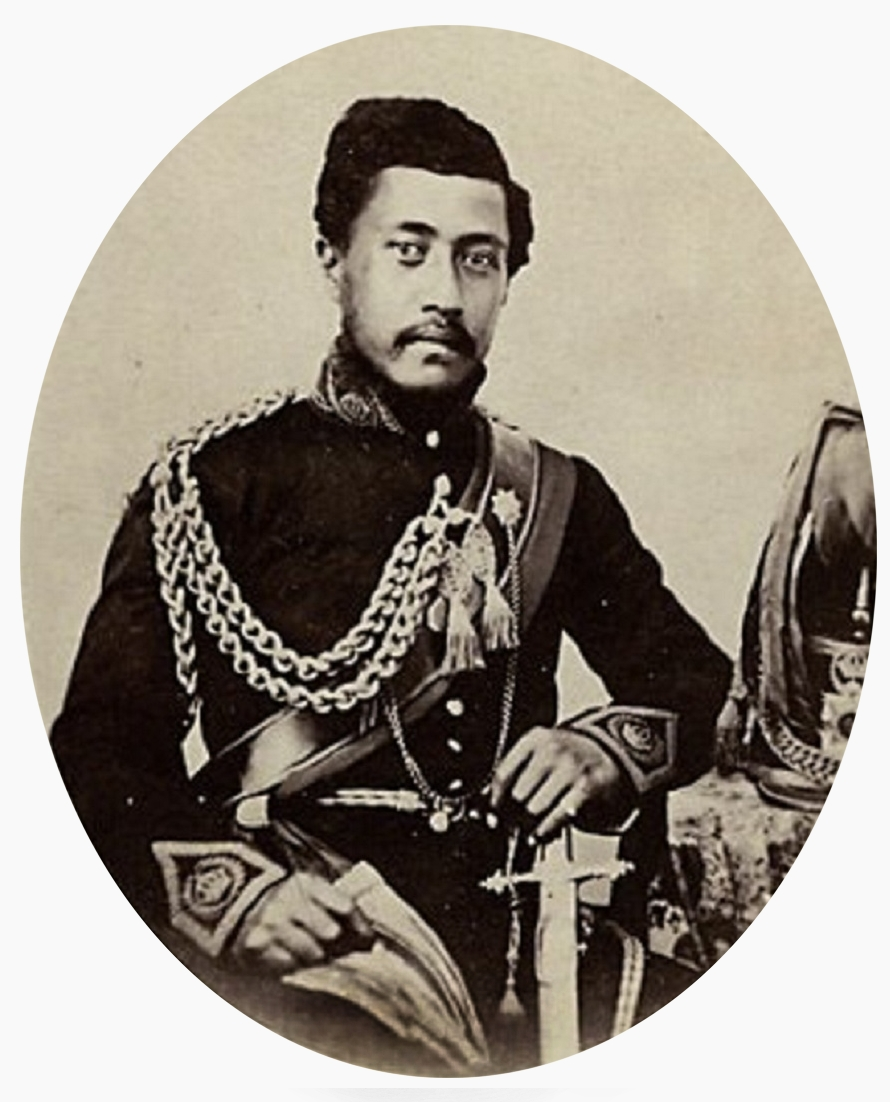
Lunalilo

Lunalilo eller William Charles Lunalilo, född 1835, död 1874, var kung av Hawaii mellan 1873 och 1874. Han gifte sig aldrig, men hade ett förhållande med Eliza Meek.